# Коутъявр
Коутъявр — небольшое озеро на Кольском полуострове, принадлежит бассейну Колы. Расположено на территории сельского поселения Ловозеро Ловозерского района Мурманской области.
Находится на высоте 230,1 метр над уровнем моря. Длина озера с запада на восток около 3,5 км, ширина до 1,35 км. Площадь водной поверхности — 1,84 км². В восточную часть озера впадает река Чирмъйок, из западной вытекает река Орловка (впадает в Пулозеро). Населённых пунктов на берегу озера нет.